# Pucciniomycotina
Sous-division
Les Pucciniomycotina sont une sous-division de champignons basidiomycètes. Ce sont de proches parents des Ustilaginomycotina qui regroupent les champignons du charbon et des Agaricomycotina, les champignons à lames et à tubes.
En 2014, plus de 8 400 espèces de Pucciniomycotina ont été décrites, soit plus de 8 % des 100 000 espèces du règne fongique, ce nombre augmentant chaque année.

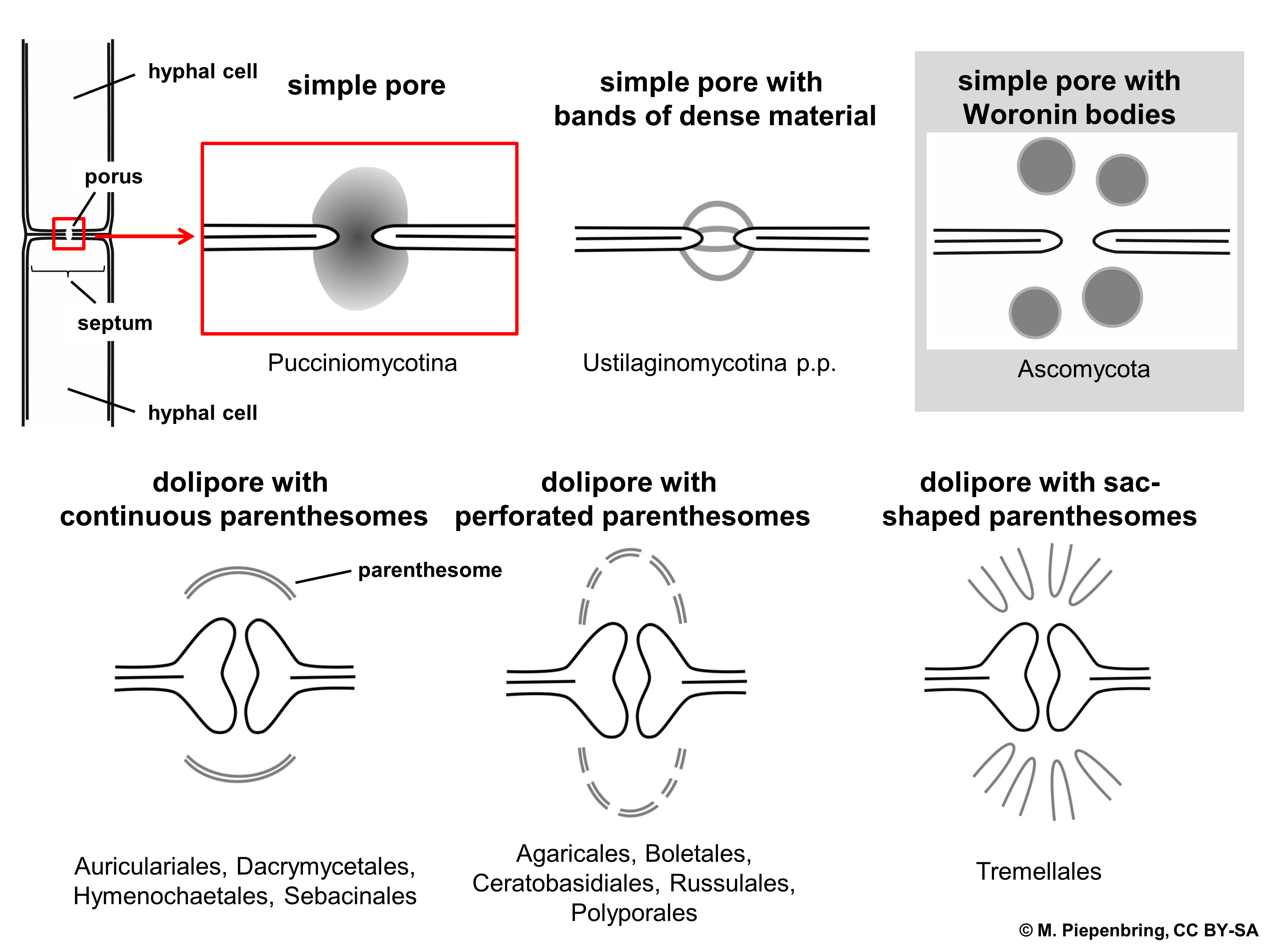
Tous les membres des Pucciniomycotina présentent des hyphes aux cellules séparées par des cloisons munies de pores septaux simples dépourvus de renflements (les dolipores) et non recouverts, ce qui les distingue de la plupart des autres Basidiomycota.

## Écologie
Les espèces appartenant aux Pucciniomycotina sont pour la plupart phytopathogènes en tant qu'agents de la maladie cryptogamique de la rouille, quelques-unes sont entomopathogènes ou mycoparasites, mais quelques espèces sont aussi des membres asymptomatiques de la phyllosphère et d'autres forment des associations mycorhiziennes avec des Orchidées. Enfin, une petite partie est saprobionte. 
Leurs cycles de vie sont très variés, allant de simples levures aux cycles de vie élaborés en cinq étapes des champignons de la rouille, souvent considérés comme les organismes les plus complexes du règne fongique. Pour accomplir leur développement complet, ces derniers présentent typiquement cinq étapes successives et une alternance d'hôtes.
Les espèces de Pucciniomycotina se retrouvent dans le sol, des habitats d'eau douce et marins, ainsi que dans des environnements arctiques et tropicaux.

## Liste des taxons de rang inférieur
Liste des classes selon MycoBank (9 juin 2022) :
- Agaricostilbomycetes R. Bauer, Begerow, J.P. Samp., M. Weiss & Oberw., 2006
- Atractiellomycetes R. Bauer, Begerow, J.P. Samp., M. Weiss & Oberw., 2006
- Classiculomycetes R. Bauer, Begerow, J.P. Samp., M. Weiss & Oberw., 2006
- Cryptomycocolacales Oberw. & R. Bauer, 1990
- Cryptomycocolacomycetes R. Bauer, Begerow, J.P. Samp., M. Weiss & Oberw., 2006
- Cystobasidiomycetes R. Bauer, Begerow, J.P. Samp., M. Weiss & Oberw., 2006
- Microbotryomycetes R. Bauer, Begerow, J.P. Samp., M. Weiss & Oberw., 2006
- Mixiomycetes R. Bauer, Begerow, J.P. Samp., M. Weiss & Oberw., 2006
- Paratritirachium Beguin, Pyck & Detandt, 2012
- Pucciniomycetes R. Bauer, Begerow, J.P. Samp., M. Weiss & Oberw., 2006
- Spiculogloeomycetes Q.M. Wang, F.Y. Bai, M. Groenew. & Boekhout, 2015
- Tritirachiomycetes Aime & Schell, 2011
- Uredinomycetes Doweld, 2001